# ニック・ヨーク
ニコラス・アンソニー・ヨーク（Nicholas Anthony Yorke, 2002年4月2日 - ）は、アメリカ合衆国カリフォルニア州オレンジ郡ニューポートビーチ出身のプロ野球選手（二塁手）。右投右打。MLBのピッツバーグ・パイレーツ所属。

## 経歴

### プロ入りとレッドソックス傘下時代
2020年のMLBドラフト1巡目（全体17位）でボストン・レッドソックスから指名され、予定していたアリゾナ大学への進学を取り止めてからプロ入り。契約金は270万ドル。この年はCOVID-19の影響でマイナーリーグの試合が開催されず、公式戦への出場は無かった。
2021年に傘下のA級セイラム・レッドソックスでプロデビューし、シーズン途中にA+級グリーンビル・ドライブへ昇格した。この年は2チーム合計で97試合に出場して打率.325、14本塁打、62打点、13盗塁を記録した。
2022年はA+級グリーンビルでプレーし、80試合に出場して打率.232、11本塁打、45打点、8盗塁を記録した。オフにはアリゾナ・フォールリーグに参加し、スコッツデール・スコーピオンズに所属した。
2023年はAA級ポートランド・シードッグスでプレーし、110試合に出場して打率.268、13本塁打、61打点、18盗塁を記録した。
2024年、レッドソックス傘下ではAAA級ウースター・レッドソックスでプレーした。

### パイレーツ時代
2024年7月29日にクイン・プリースターとのトレードで、ピッツバーグ・パイレーツへ移籍した。移籍後は傘下のAAA級インディアナポリス・インディアンスへ配属され、この年マイナーでは移籍前を含めた2チーム合計で123試合に出場して打率.303、12本塁打、72打点、21盗塁を記録した。9月16日にメジャー契約を結んでアクティブ・ロースター入りすると、同日のセントルイス・カージナルス戦にて「7番・二塁手」で先発出場してメジャーデビュー。この年メジャーでは11試合に出場して打率.216、2本塁打、5打点、2盗塁を記録した。

## 詳細情報

### 年度別打撃成績
| 年 度    | 球 団    | 試 合 | 打 席 | 打 数 | 得 点 | 安 打 | 二 塁 打 | 三 塁 打 | 本 塁 打 | 塁 打 | 打 点 | 盗 塁 | 盗 塁 死 | 犠 打 | 犠 飛 | 四 球 | 敬 遠 | 死 球 | 三 振 | 併 殺 打 | 打 率 | 出 塁 率 | 長 打 率 | O P S |
| -------- | -------- | ----- | ----- | ----- | ----- | ----- | -------- | -------- | -------- | ----- | ----- | ----- | -------- | ----- | ----- | ----- | ----- | ----- | ----- | -------- | ----- | -------- | -------- | ----- |
| 2024     | PIT      | 11    | 42    | 37    | 4     | 8     | 0        | 0        | 2        | 14    | 5     | 2     | 0        | 0     | 1     | 4     | 0     | 0     | 12    | 0        | .216  | .286     | .378     | .664  |
| MLB：1年 | MLB：1年 | 11    | 42    | 37    | 4     | 8     | 0        | 0        | 2        | 14    | 5     | 2     | 0        | 0     | 1     | 4     | 0     | 0     | 12    | 0        | .216  | .286     | .378     | .664  |

- 2024年度シーズン終了時

### 背番号
- 38（2024年 - ）